# Morpheus
Morpheus era um cliente de compartilhamento e busca de arquivos peer-to-peer para Microsoft Windows, desenvolvido e distribuído pela empresa StreamCast, que originalmente utilizava o protocolo OpenNap, mas posteriormente passou a suportar diversos protocolos peer-to-peer diferentes. Em 22 de abril de 2008, o distribuidor StreamCast Networks entrou com pedido de falência sob o Capítulo 7 após uma longa batalha legal com empresas de música; todos os seus funcionários foram demitidos e o download oficial em www.morpheus.com deixou de estar disponível, embora por um curto período o site tenha permanecido online. A partir de 29 de outubro de 2008, o site oficial do Morpheus está offline, incluindo todos os outros sites de propriedade da StreamCast Networks, especificamente MusicCity.com, Streamcastnetworks.com e NeoNetwork.com.

## Disponibilidade
Usuários da comunidade Morpheus criaram um site (em GnutellaForums.com) onde o software Morpheus ainda pode ser baixado. Nesse site, há um fórum de suporte e uma sala de bate-papo de suporte configurados tanto no site quanto no próprio cliente.